# Wong Yu
Pour les articles homonymes, voir Wong.
Ne doit pas être confondu avec Jimmy Wang Yu.
Wong Yu (1955-2008), est un acteur chinois de Hong Kong.

## Filmographie

### 1974 à 1972
- 1974 : The Golden Lotus
- 1974 : Hong Kong 73
- 1974 : The Teahouse
- Thirteen 	1974 	Acteur
- Two Faces Of Love, The 	1974 	Acteur
- Young Passion 	1974 	Acteur
- 1972 : The Bloody Fists

### 1975 à 1979
- The Kung Fu Instructor 	1979 	Acteur
- 1979 : Le Prince et l'arnaqueur (Dirty Ho) 	1979 	Acteur
- The Spiritual Boxer 2 	1979 	Acteur
- La 36e chambre de Shaolin (36th Chamber Of Shaolin, The) 	1978 	Acteur
- 1978 : Dirty Kung Fu
- 1978 : The Proud Youth
- 1977 : The Adventures Of Emperor Chien Lung
- 1977 : Les Exécuteurs de Shaolin (Executioners From Shaolin)
- 1977 : Tout pour le kung fu (He Has Nothing But Kung Fu)
- 1976 : Le Combat des maîtres (Challenge Of The Masters)
- 1976 : The Criminals
- 1976 : Emperor Chien Lung
- 1976 : King Gambler
- 1976 : The Last Tempest
- 1976 : The Snake Prince
- 1976 : White Butterfly Killer
- Big Brother Cheng 	1975 	Acteur
- La Guillotine volante (Du bi quan wang da po xue di zi) 	1975 	Acteur
- It's All In The Family 	1975 	Acteur
- Wang Yu défie le Maître du Karaté (Spiritual Boxer) 	1975 	Acteur

### 2001 à 1985
- Dance Of A Dream 	2001 	Acteur
- Peach Sex Noxious Star 	1993 	Acteur
- Power Of Love 	1993 	Chorégraphe, Brève apparition
- Succession par l'épée (Handsome Siblings) 	1992 	Brève apparition
- Godfather's Daughter Mafia Blues, The 	1991 	Acteur
- Spiritually A Cop 	1991 	Acteur
- Center Stage 	1990 	Acteur
- Framed 	1989 	Acteur
- Dragons Forever 	1988 	Cascadeur
- Fantôme de Hong Kong, Le (Rouge) 	1988 	Acteur
- Innocent Interloper, The 	1986 	Acteur
- Seventh Curse, The 	1986 	Brève apparition
- Crazy Shaolin Disciples 	1985 	Acteur
- Flying Mr. B, The 	1985 	Brève apparition
- The Girl with the Diamond Slipper 	1985 	Acteur
- The Master Strikes Back	1985 	Acteur
- Why Me ? 	1985 	Acteur
- Young Vagabond 	1985 	Acteur

### 1980 à 1984
- Comedy 	1984 	Acteur
- Dress Off For Life 	1984 	Acteur
- How To Choose A Royal Bride 	1984 	Acteur
- Wits Of The Brats 	1984 	Acteur
- Les 8 diagrammes de Wu-Lang (Eight Diagram Pole Fighter, The) 	1983 	Acteur
- Lady Is The Boss 	1983 	Acteur
- Mercenaries From Hong Kong 	1983 	Acteur
- Shy Boy, The 	1983 	Acteur
- Take Care, Your Majesty 	1983 	Acteur
- Tales of a Eunuch 	1983 	Acteur
- Big Sting, The 	1982 	Acteur
- Kid From Kwangtung 	1982 	Acteur
- Winner Takes All 	1982 	Acteur
- Battle For The Republic Of China, The 	1981 	Acteur
- Challenge Of The Gamesters 	1981 	Acteur
- Lion Vs Lion 	1981 	Acteur
- Notorious Eight 	1981 	Acteur
- Kid With A Tatoo, The 	1980 	Acteur
- Rendezvous With Death 	1980 	Acteur
- Swift Sword 	1980 	Acteur
- Vengeance de Liu (Young Avenger, The) 	1980 	Acteur